# Daniela Stumpf
Daniela Stumpf (* 13. September 1965) ist eine ehemalige deutsche Fußballspielerin und Nationalspielerin.

## Karriere

### Vereine
Daniela Stumpf begann ihre fußballerische Karriere bei der SpVgg Langenselbold und wechselte 1986 als Auswahlspielerin des Hessischen Fußball-Verbandes zum FSV Frankfurt. Seit diesem Zeitpunkt blieb sie bis zu ihrem Karriereende 1998 dem FSV Frankfurt treu. Insgesamt erzielte sie in ihren 13 Bundesligaspielen zwei Tore.

### National-/Auswahlmannschaft
Am 16. Mai 1987 gab Daniela Stumpf im Alter von 21 Jahren ihr Nationalelf-Debüt, als sie in der 70. Spielminute für Martina Voss eingewechselt wurde und ihr Team in Dillingen/Saar 2:0 gegen die Nationalmannschaft Frankreichs gewann. Ihr letztes Länderspiel absolvierte sie am 18. April 1992 in Rom beim 1:1-Unentschieden gegen die Nationalmannschaft Italiens. Insgesamt bestritt sie sechs Länderspiele als erfolgreiche Abwehrspielerin.
Des Weiteren gewann sie als Spielerin der Auswahlmannschaft des Hessischen Fußball-Verbandes das am 1. April 1990 in Laudenbach ausgetragene Finale um den Länderpokal, der gegen die Auswahlmannschaft des Fußball- und Leichtathletik-Verbandes Westfalen mit dem 4:0-Sieg errungen wurde, wie auch das am 26. Mai 1991 in Feuchtwangen mit dem 6:0-Sieg über die Auswahlmannschaft des Bayerischen Fußball-Verbandes und das am 3. Mai 1992 in Hungen mit dem 1:0-Sieg über die Auswahlmannschaft des Fußball- und Leichtathletik-Verbandes Westfalen ausgetragene Finale. Am 22. Mai 1994 wurde zudem in Herborn die Auswahlmannschaft des Fußball-Verbandes Mittelrhein mit 3:0 und am 15. April 1995 in Pfingstberg-Hochstädt die Auswahlmannschaft des Badischen Fußballverbandes mit 2:0 bezwungen.
Daniela Stumpf ist die Schwester des ehemaligen Fußballspielers und gegenwärtigen Trainers Reinhard Stumpf.

## Erfolge
- Deutscher Meister 1995, 1998
- DFB-Pokal-Sieger 1990, 1992, 1995, 1996[5]
- DFB-Supercup-Sieger 1995, 1996
- Länderpokal-Sieger 1990, 1991, 1992, 1994, 1995